# عرس الدم (مسلسل)
عُرس الدم، مسلسل تلفزيوني تم تصويره على أرض الكويت، يعتبر من أجرأ المسلسلات الخليجية بنص للفلسطيني طالب الدوس وإخراج السعودي محمد دحام الشمري.
تناول المسلسل السحاق والسادية وتعاطي المخدرات والقوادة وقيل إن القصص مستوحاة من الواقع الذي يكتب بالصحف يوميًا.
جسدت دور السحاقية شجون الهاجري، بينما جسد السادية عبد المحسن النمر.

## البطولة
| الممثل                |
| --------------------- |
| جاسم النبهان          |
| هدى الخطيب أحلام      |
| غازي حسين جاسم        |
| فاطمة الحوسني أمنة    |
| ميساء مغربي ابلة غادة |
| محمد الصيرفي بدر      |
| عبد المحسن النمر مشعل |
| سناء بكر يونس         |
| شجون الهاجري مريم     |
| عبد الله بهمن فيصل    |
| عبد الله بوشهري يوسف  |
| وفاء مكي مرام         |
| حنان كرم مروة         |
| نادية العاصي سلوى     |
| شذى سبت شهد           |